# Synchiropus kanmuensis
Synchiropus kanmuensis es una especie de peces de la familia Callionymidae en el orden de los Perciformes.

## Morfología
• Los machos pueden llegar alcanzar los 14,2 cm de longitud total.
- Número de  vértebras: 21.[1][2]

## Hábitat
Es un pez de mar y de aguas profundas que vive entre 355-498 m de profundidad.

## Distribución geográfica
Se encuentra en el Pacífico noroccidental

## Observaciones
Es inofensivo para los humanos.